# Platja de l'Ensenada de los Galápagos
La platja De l'Ensenada dels Galápagos està situada a la Ciutat Autònoma de Melilla, Espanya. Posseeix una longitud d'al voltant de 200 metres i una amplada mitjana de 30 metres.
L'any 2015 aquesta platja va ser guardonada amb bandera blava i és de les més visitades per tot Melilla per la seva ubicació i fàcil accés.